# Pancug (Patrizierfamilie)
Die Familie (von) Pancug ist eine, ursprünglich aus Hattingen (Grafschaft Mark) stammende Patrizier- und Politikerfamilie. Ihr Name wird auch Pfannkuch oder Pfankuch geschrieben. Hermann von Pfankuch, ein Verwandter der Heilbronner Pancugs, erhielt von Kaiser Ferdinand II. am 6. Februar 1623 den rittermäßigen Reichsadel. Der Stammvater der Heilbronner Linie ist der 1612 als Syndikus in Wimpfen belegte Georg Pancug. Mehrere der Familienmitglieder heirateten in andere wohlhabende und einflussreiche Heilbronner Familien ein. So beispielsweise Rosina Elisabeth Freiherrin von Kinckel (geb. von Pancug), welche den Bürgermeister August Wolfgang von Kinckel heiratete, oder Georg Heinrich von Pancug, der mit Elisa Charlotte Feyerabend, einer Tochter des Heilbronner Bürgermeisters Johann David Feyerabend verheiratet war. 

## Wappen
Das Wappen der Familie zeigt einen goldfarbenen gekrönten Löwen, der auf einem grünen Dreiberg steht und zum Sprung ansetzt.

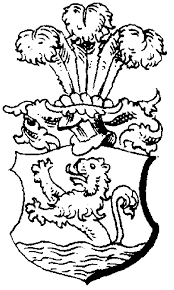
Wappen der Familie (von) Pancug

## Bekannte Namensträger
- Georg Pancug oder Pfannkuch (* 1585; † nach 1621), Advokat, Ratsherr und Regierungsrat in Dortmund
- Georg Pancug (* vor 1612; † nach 1675), Syndikus
- Georg Heinrich Pancug (?–1672), Advokat
- Georg Friedrich Pancug (1653–1733), 1698 bis 1733 Bürgermeister von Heilbronn ⚭ Anna Rosina Köhler (geb. Kast von Kreßbach)
- Georg Heinrich Pancug (* vor 1652; † nach 1672), gräflich löwenstein-wertheimscher Kanzleidirektor ⚭ Susanna Catharina Pancug (geb. Imlin)
- Georg Heinrich von Pancug (1717–1783), Bürgermeister von Heilbronn ⚭ Elisa Charlotte Feyerabend (1730–1795)
- Rosina Elisabeth Freiherrin von Kinckel, geb. von Pancug ⚭ August Wolfgang von Kinckel
- Georg Konrad von Pancug (1686–1754), deutscher Advokat, städtischer Aktuar, Senator und Archivar ⚭ Anna Elisabeth Geiling (1701–?)

## Pfannkuch(en)-Haus
1765 wurde von der Familie Pancug ein Weinberghäuschen auf dem Heilbronner Stiftsberg errichtet, das als Pfannkuch(en)häuschen bekannt wurde. Gegen Ende des Zweiten Weltkriegs wurde es jedoch zerstört.